# Брунеллески, Филиппо
Филиппо Брунелле́ски (итал. Filippo Brunelleschi, Filippo di ser Brunellesco Lapi; 1377, Флоренция — 15 апреля 1446, Рим) — итальянский учёный, архитектор, скульптор, инженер, математик и геометр, художник-ювелир и декоратор эпохи Возрождения. Наряду с Леоном Баттистой Альберти является создателем новой европейской архитектуры, однако, в отличие от Альберти, своего младшего современника, опиравшегося на памятники Древнего Рима, Брунеллески следовал северо-итальянской, тосканской традиции.
Филиппо Брунеллески является автором огромного купола, возведённого над средокрестием собора Санта-Мария-дель-Фьоре во Флоренции. По образному выражению В. Ф. Маркузона, Брунеллески «вырос из Средневековья вместе с огромным куполом Флорентийского собора и вошёл в новую эпоху не как цеховой мастер, но как первый „uomo universale“ (универсальная личность) среди архитекторов Возрождения». Купол стал чудом инженерного искусства, и по словам Альберти «осенил народы Тосканы».

## Историография
Сведений о выдающемся учёном и художнике сохранилось относительно мало. Основными источниками считаются «Жизнеописания наиболее знаменитых живописцев, ваятелей и зодчих» Джорджо Вазари и «биография», приписываемая, по традиции, Антонио ди Туччо Манетти (1423—1497), написанная более чем через тридцать лет после смерти Брунеллески: Antonio di Tuccio Manetti. Vita di Filippo Brunelleschi, 1480 circa. Milano: Еdizione a cura di D. De Robertis e G. Tanturli, 1976.

### Воспитание и начало творчества. Ювелирное дело и скульптура
Филиппо Брунеллески родился во Флоренции в семье нотариуса Брунеллеско ди Филиппо Лапи (Brunellesco di Filippo Lapi), мать Филиппо, Джулианa ди Джованни Спинелли (Giuliana di Giovanni Spinelli), была в родстве с родовитыми семействами Спини и Альдобрандини. В детстве Филиппо, к которому должна была перейти юридическая практика отца, получил гуманитарное воспитание и лучшее по тому времени образование: учил латинский язык, штудировал античных авторов, а также изучал математику и геометрию. Воспитываясь у гуманистов, Брунеллески воспринял идеалы этого круга, тоску по временам «своих предков» римлян, и ненависть ко всему чуждому, к варварам, уничтожившим римскую культуру, в том числе и к «памятникам этих варваров» (и среди них — средневековым постройкам, тесным улицам городов), которые казались ему чуждыми и нехудожественными по сравнению с теми представлениями, которые составили себе гуманисты о величии Древнего Рима.

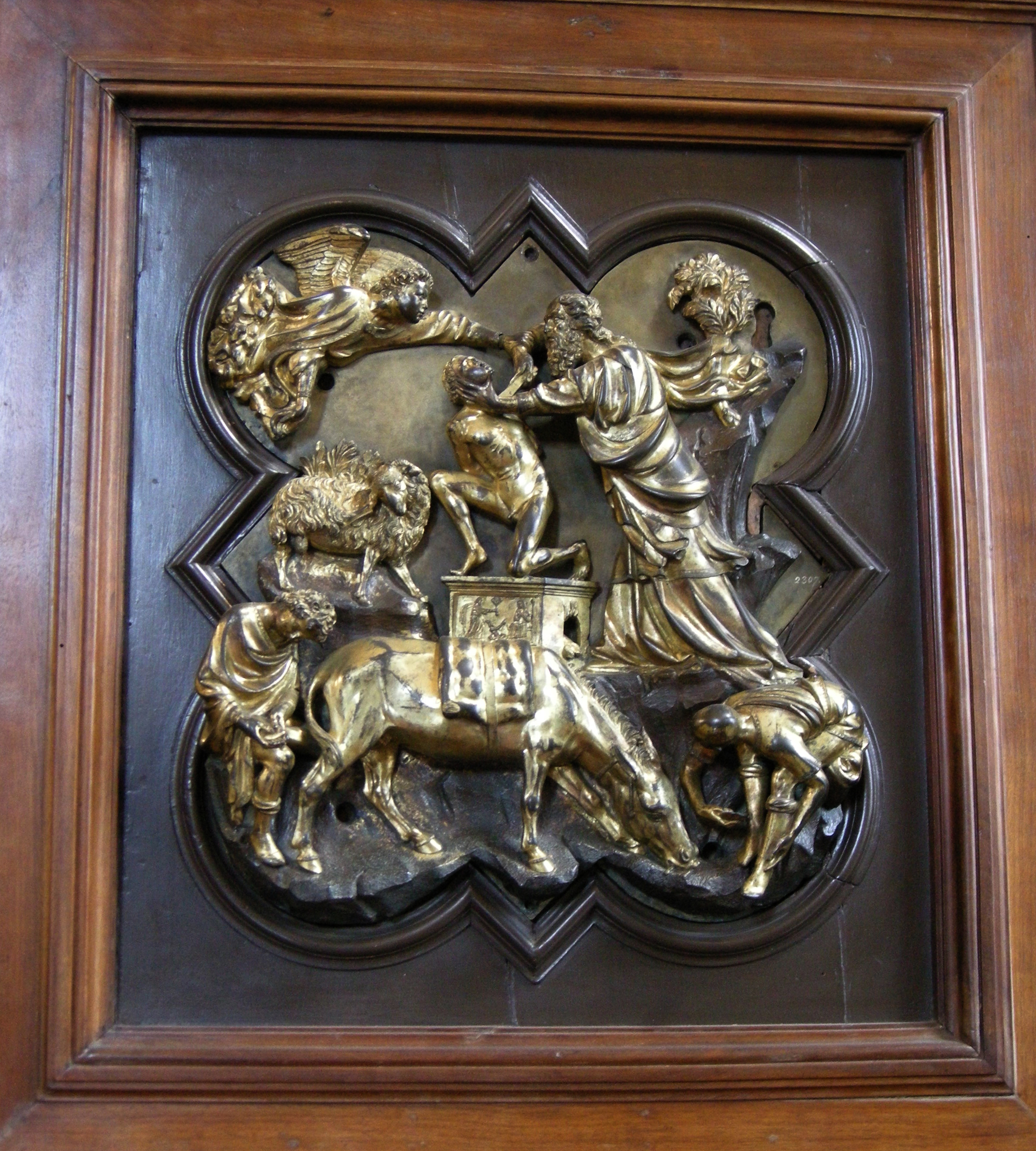
Ф. Брунеллески. Жертвоприношение Исаака. 1401. Бронза. Барджелло, Флоренция
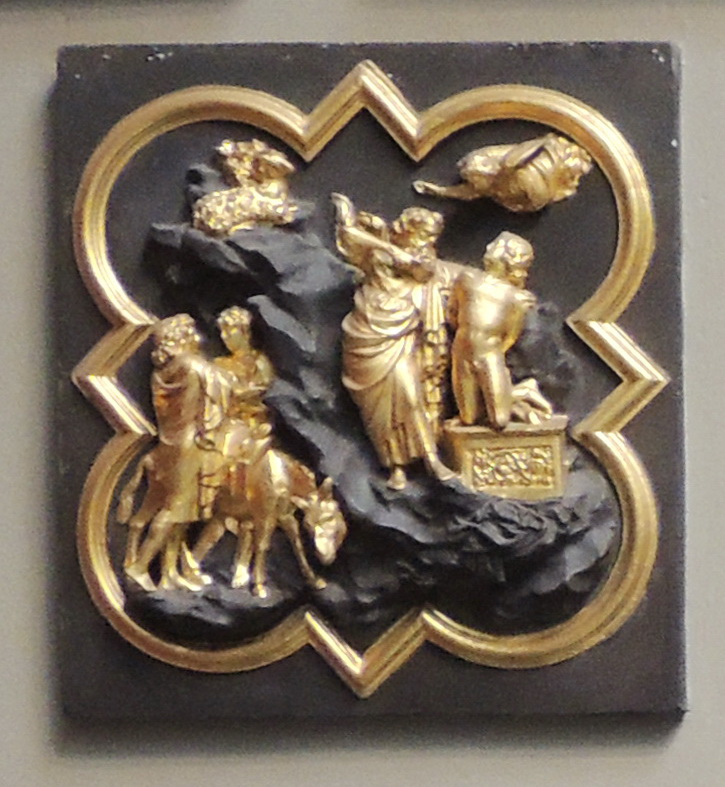
Л. Гиберти. Жертвоприношение Исаака. 1401. Копия в Музее изобразительных искусств им. А. С. Пушкина, Москва
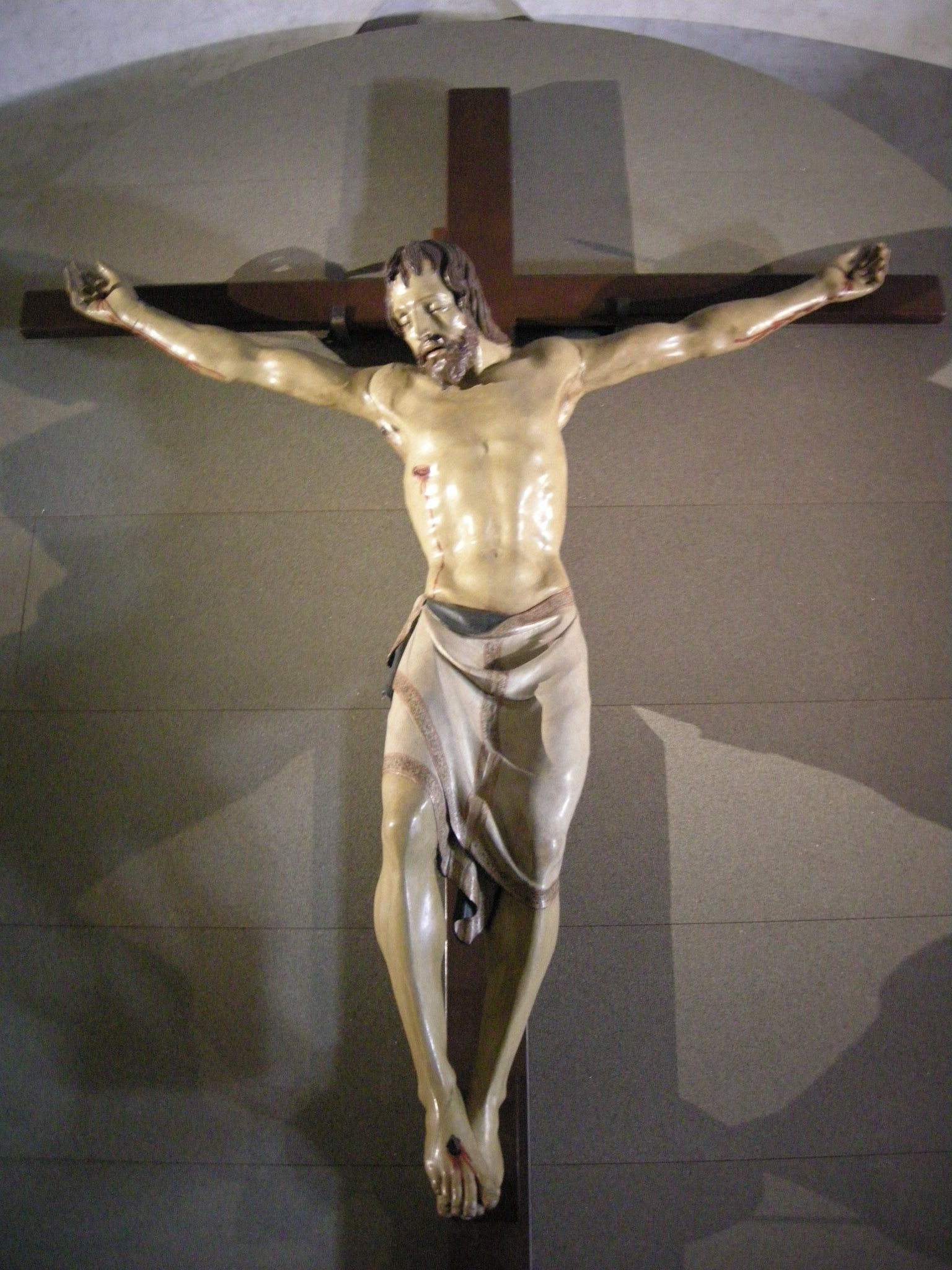
Донателло. Распятие. 1407—1408. Дерево. Церковь Санта-Кроче, Флоренция
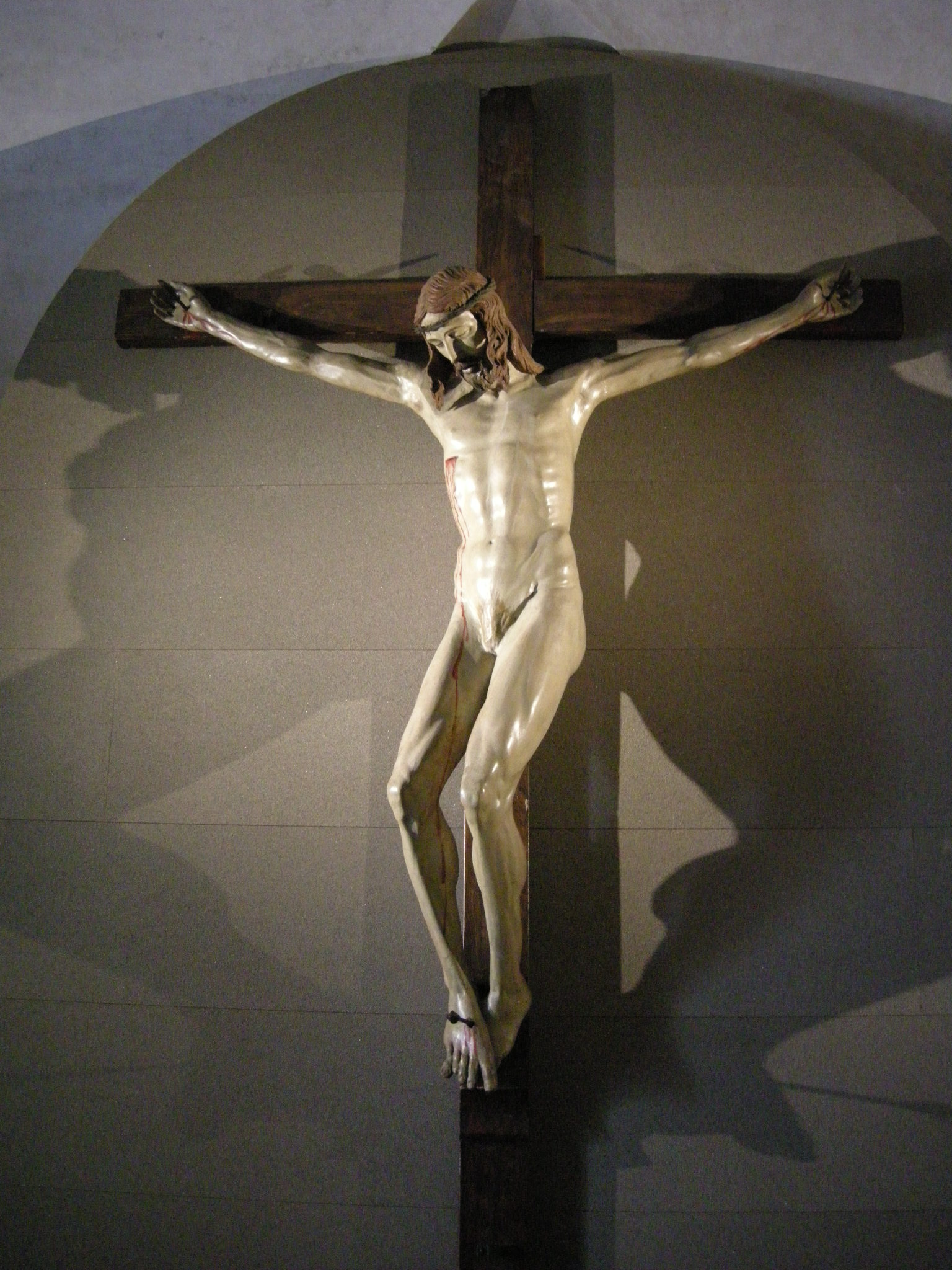
Ф. Брунеллески. Распятие. Ок. 1410 г. Дерево. Капелла Конди. Церковь Санта-Мария-Новелла, Флоренция
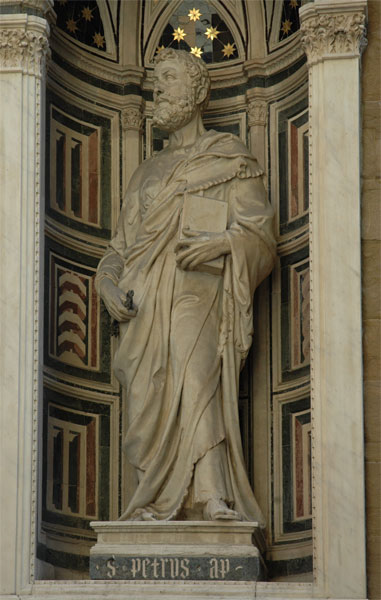
Святой Пётр. 1415. Камень. Орсанмикеле, Флоренция

Отец, заметив художественные способности мальчика, согласился на выбор сына, не настаивая на юридической карьере, и направил его в мастерскую знакомого ему ювелира, возможно, Бенинкаса Лотти, у которого Филиппо научился плавить и лить металлы, работать резцом и чернью (ниелло), изготавливать оправу драгоценных камней, освоил эмали и орнаментальные рельефы, а также рисование и черчение. Затем Филиппо проходил практику в качестве ученика у ювелира в Пистойе; учился также рисованию, лепке, гравированию, скульптуре и живописи, во Флоренции изучал промышленные и военные машины, приобрёл значительные для того времени познания в математике у Паоло Тосканелли, который, по свидетельству Вазари, обучал его математике. В 1398 году Брунеллески вступил в «гильдию торговцев шёлком» (Arte della Seta), куда входили золотых дел мастера. В Пистойе молодой Брунеллески работал над серебряными фигурами алтаря Святого Иакова — на его раннее творчество оказало влияние искусство Джованни Пизано. В работе над скульптурами Брунеллески помогал Донателло (ему было тогда 13 или 14 лет) — и с этого времени дружба связала мастеров на всю жизнь.
В 1401 году Филиппо Брунеллески вернулся во Флоренцию, принял участие в объявленном консулами Арте ди Калимала (Consoli dell’Arte di Calimala), цеха торговцев тканями, конкурсе на украшение рельефами двух бронзовых врат Флорентийского баптистерия. В конкурсе вместе с ним приняли участие Якопо делла Кверча, Лоренцо Гиберти и ряд других мастеров. Конкурс под председательством 34 судей, на который каждый мастер должен был предоставить выполненный им бронзовый рельеф «Жертвоприношение Исаака», длился год. Брунеллески проиграл конкурс. Фигуры, изображённые на рельефе работы Гиберти, были пластичнее и выразительнее, Брунеллески в то время демонстрировал более архаичную манеру, дробную пластику и недостаточно цельную композицию. Однако, несмотря на описанное Гиберти в его «Воспоминаниях» единодушие судей в выборе именно его рельефа, некие интриги окружали историю конкурса. Манетти, к примеру, считал, что должен был победить Брунеллески, «рисуя Гиберти чуть ли не злодеем». Однако сам Гиберти, «не отрицая соперничества, скорее, настаивал на сотрудничестве с Филиппо». Работу Брунеллески не уничтожили вместе с творениями других участников, но сохранили её в память о конкурсе. Ныне она хранится в Национальном музее Барджелло во Флоренции.
Согласно Манетти, Брунеллески создал несколько статуй из дерева и бронзы. Среди них — статую Марии Магдалины, сгоревшую в базилике Санто-Спирито во Флоренции во время пожара 1471 года. Около 1410 года Брунеллески создал деревянное «Распятие» для церкви Санта-Мария-Новелла, на этот раз победив в соревновании с Донателло. В начале 1410-х годов Брунеллески и Донателло были приглашены для участия в украшении статуями ниш фасада флорентийской церкви Орсанмикеле. Филиппо создал для этой церкви фигуру Св. Петра. Тем не менее, история с конкурсом на рельефы баптистерия, возможно, повлияла на то, что Брунеллески оставил скульптуру и в последующие годы занимался в основном архитектурой.

### Путешествие в Рим
Символичным представляется путешествие основоположников ренессансного искусства Италии, флорентийцев, архитектора Брунеллески и скульптора Донателло в 1402 году из Флоренции в Рим для ознакомления с памятниками античного искусства. Специальные исследования подтверждают раннее посещение Брунеллески Рима ещё до начала его архитектурной практики во Флоренции. В те годы такое путешествие через границы постоянно враждующих между собой государств представляло собой весьма опасное предприятие. Прибыв на место и вооружившись киркой и лопатой, по рассказу Дж. Вазари, архитектор и скульптор работали на Римском форуме, сооружения которого в то время были полузасыпаны землёй. Жители Рима будто не замечали руин величественных сооружений и пасли на форуме коров. Его так и называли: «Коровий выгон» (Campo Vaccino). Дело дошло до того, что художников чуть было не убили, поскольку их приняли за искателей спрятанных в земле сокровищ. Время преклонения перед античностью в Риме ещё не наступило.
Брунеллески зарисовывал детали древнеримских ордеров, капители, обломки карнизов, обмерял планы отдельных сооружений, Донателло — обломки античных статуй. Брунеллески в то время было 25 лет, а Донателло всего 16. После возвращения в родную Флоренцию оба художника стали работать по-новому. В этом отношении примечательна фреска «Троица» (1425—1426) во флорентийской церкви Санта-Мария-Новелла, предположительно, представляющая собой эксперимент по построению архитектурной перспективы, предложенный живописцу Филиппо Брунеллески.

### Изучение живописной перспективы
Принято считать, что геометрическую систему центральной проекции изображения на картинную плоскость впервые разработал именно Брунеллески. Однако известно, что ещё ранее были созданы трактаты по «оптике» Бьяджо да Парма (ок. 1390 г.) и анонимный трактат «О перспективе» (ок. 1425 г.), ранее считавшийся сочинением Л. Б. Альберти, теперь его приписывают известному географу и математику Паоло Тосканелли. Опытами построения геометрической перспективы занимался в 1430-х годах Паоло Уччелло. Историограф эпохи Возрождения Антонио ди Туччьо Манетти (1423—1497) в «Жизнеописании Брунеллески» (ок. 1480) писал: «В первый раз он [Брунеллески] применил перспективу в небольшой картине на квадратной доске размером в половину локтя, где он изобразил наружный вид храма Сан Джованни во Флоренции… Кроме того, он изобразил часть площади, которую видит глаз… Чтобы представить небо, он поместил в том месте, где здания вырисовываются в воздухе, отполированную серебряную пластинку, так что в ней отражались настоящий воздух и настоящее небо и проплывали гонимые ветром облака. Поскольку в подобном изображении требуется, чтобы художник точно указал место, откуда следует смотреть, верхний и нижний уровень, боковые стороны, а также расстояние, чтобы избежать ошибки, ибо всякое другое место, не совпадающее с этим, нарушает иллюзию, то он сделал отверстие в доске, там, где был изображен храм Сан Джованни… Отверстие было небольшим, размером с чечевичное зерно, со стороны живописной поверхности, но к оборотной стороне оно расширялось в виде пирамиды, как делают в женских соломенных шляпах… Смотреть нужно было с оборотной стороны, где отверстие было широким, и тот, кто хотел видеть, должен был одной рукой поднести доску к глазу, а другой держать плоское зеркало напротив картины таким образом, чтобы она вся целиком отражалась в зеркале… Если смотреть, соблюдая все условия и при наличии отполированного серебра… казалось, что видишь не картину, а реальность. И я держал картину в руках много раз и смотрел и могу это засвидетельствовать…».
Из приведенного отрывка ясно стремление художника создать обман зрения, по возможности полностью отождествив действительность и её изображение на плоскости. Итальянские исследователи реконструировали опыт Брунеллески и с помощью современной техники получили точное изображение. Высказывали предположение, что Брунеллески написал архитектурный пейзаж прямо на зеркале, обведя и раскрасив отражение. Леон Баттиста Альберти называл описанный способ «правильным построением» (итал. costruzione legittima). В первой книге своего трактата «Три книги о живописи» (1444—1450) Альберти подробно описывает способ построения перспективы, суть которого заключается в том, что неподвижную (фиксированную) точку зрения зрителя проецируют на воображаемую картинную плоскость, которая наподобие прозрачного стекла находится между зрителем и объектом.

### Первый архитектурный проект: Воспитательный дом во Флоренции

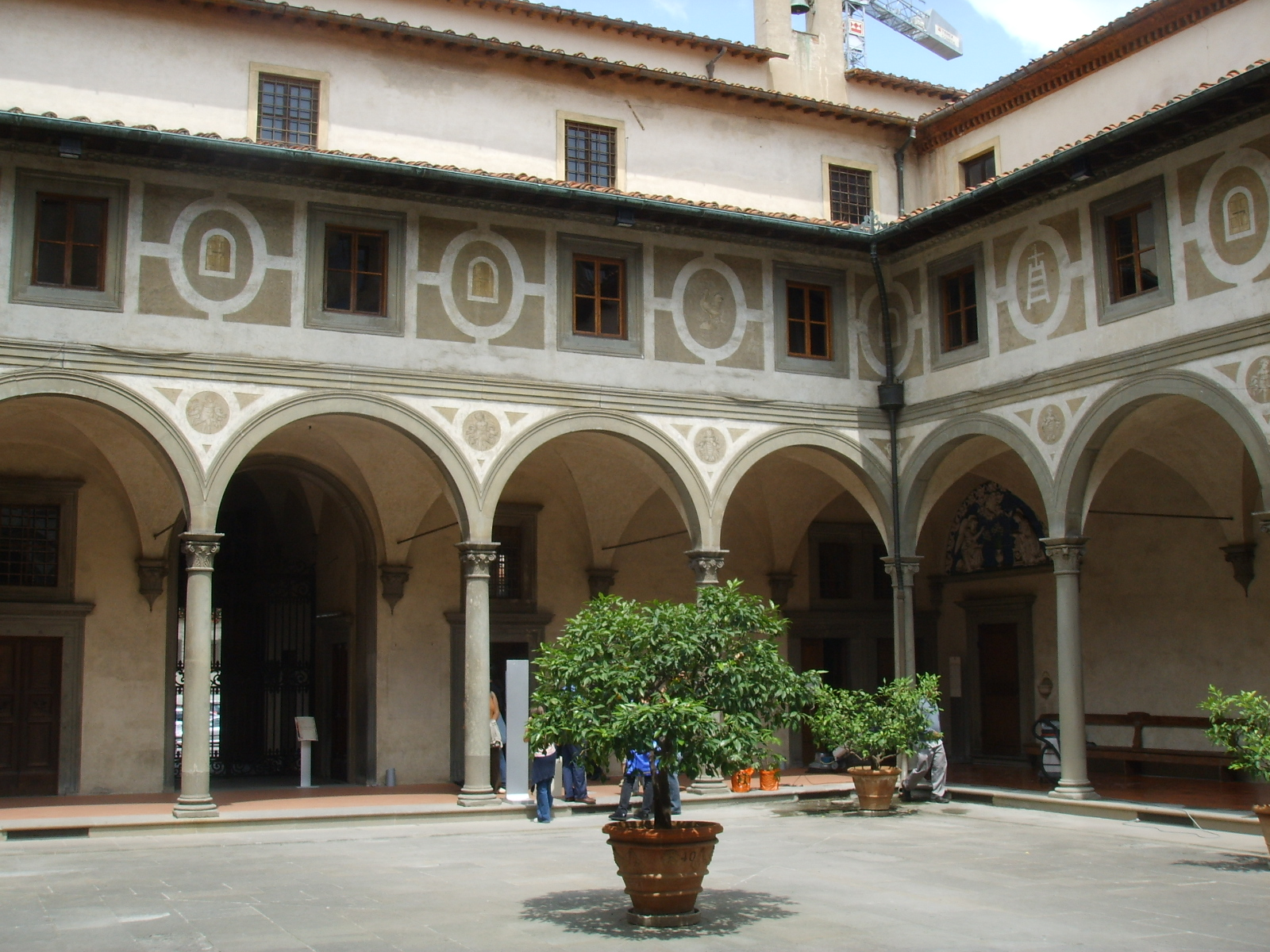
Оспедале дельи Инноченти. Внутренний двор

В 1419 году флорентийская Синьория поручила Гильдии торговцев шёлком (dell’Arte della Seta) строительство Воспитательного дома, или «Оспедале дельи Инноченти», приюта для подкидышей и младенцев, оставшихся без родителей (итал. Ospedale degli Innocenti — Приют невинных). Проектирование осуществил Филиппо Брунеллески.
Вместо по-средневековому сурового, замкнутого в себе палаццо, напоминающего осаждённую крепость, Брунеллески создал образ раскрытого, обращённого к зрителю здания. Западный, выходящий на площадь Фасад здания оформлен великолепной лоджией длиной семьдесят метров, состоящей из девяти полуциркульных арок, опирающихся на колонны композитного ордера. Аркада по контрасту с массивным, типичным для старой Тосканы верхним этажом создает лёгкий, воздушный образ (схожий прием Брунеллески применил в фасаде Капеллы Пацци). Брунеллески использовал редкий в то время приём опоры арок непосредственно на капители колонн, чего не делали ни древние греки, ни римляне. Римские аркады по принципу «архитектурной ячейки» производят впечатление массива стены с проемами. Аркада по колоннам создает иной, истинно ренессансный образ свободно стоящих опор и «летящих» арок.
«Через Венецию и Ломбардию этот восточный мотив, ранее известный в Византии, получил прививку на тосканской земле. Ближайшие аналоги имеются в арабской и испано-мавританской архитектуре». Л. Б. Альберти в трактате «Десять книг о зодчестве» (1444—1452) писал, что древние римляне знали приём опоры арок на капители колонн, но не пользовались им ввиду непрочности такой конструкции.
В произведениях Брунеллески и его последователей также несущим элементом остаётся стена, а «аркада по колоннам» используется для лоджий, происходящих от сельских навесов на столбах, где нагрузка на опоры сравнительно невелика. Взамен крестообразно расположенных готических нервюр архитектор использовал девять квадратных в плане секций, своды которых, как паруса, наполненные ветром, легко ложатся на полуциркульные арки, а те, в свою очередь, — на капители тонких, но упругих колонн. В результате простыми средствами достигается настойчиво искомое художниками Возрождения единство цельности и ясной расчленённости пространства. Четыре подпружные арки чётко отделяют каждую из секций, а вместе они образуют непрерывно воспринимаемую длительность — аркаду.
Благодаря Брунеллески, как сообразно терминологии своего времени писал Огюст Шуази, было принято «решение византийское, а не классическое». Именно в Италии периода кватроченто «встретились греческая колонна и арабская арка, произведя на свет образ лёгкой, воздушной, пружинящей ордерной аркады. Освободившись от стены, колонна стала стоять свободно. Эта прекрасная идея, отражающая дух эпохи Возрождения, положена в основу многих композиций и в дальнейшем стала узнаваемым почерком работы итальянских архитекторов, в том числе за пределами своей страны».
В 1463 году антрвольты аркады украсили рельефные майоликовые тондо мастерской Андреа делла Роббиа. В белом рельефе на голубом фоне изображены трогательно спелёнутые «невинные младенцы», ставшие со временем символами благотворительности и педиатрии). Колонны, капители и архивольты выполнены из серого тосканского известняка пьетра-серена, эффектно выделяющегося на фоне побелки кирпичных стен.
Двор здания (cortile с итал. — «дворик») также оформлен четырьмя лоджиями. Считается, что такие дворы восходят к античным атриумам и перистилям, однако допускается и непосредственное заимствование из арабо-мавританской архитектуры. Примечательно, что внутри женского двора Брунеллески использовал редкий композиционный приём: поставил колонну по средней оси, чем подчеркнул замкнутость окружённого аркадой пространства (тот же приём мы видим в церкви Санто Спирито). В этом флорентийский зодчий, вероятно интуитивно, последовал античной традиции (аналогичный, но редкий пример, неизвестный в то время, имеется в древнегреческой архитектуре: работа Иктина в храме Аполлона в Бассах и в наосе Парфенона).

### Купол флорентийского Собора
В 1420—1436 годах по проекту Брунеллески над средокрестием собора Санта-Мария-дель-Фьоре (Св. Марии с цветком) возвели огромный восьмигранный купол диаметром 42,2 м (купол древнеримского Пантеона имеет диаметр 43,2 м). Идея восьмигранного стрельчатого свода была уже намечена строителем собора Арнольфо ди Камбио в 1296 году. Его кирпичная модель высотой 4,6 метра и длиной 9,2 метра стояла в боковом проходе недостроенного здания. Однако сложность заключалась не только в возведении купола столь большого размера, но и в сооружении специальных строительных приспособлений, что казалось тогда невозможным. Был объявлен конкурс на лучшее решение, но он не дал результатов. Постановили по средневековому обычаю: начать возведение до высоты тридцати локтей, а далее посмотреть, как будут вести себя опорные стены. Разработку проекта поручили Филиппо Брунеллески и Лоренцо Гиберти.
Брунеллески предложил сделать лёгкий восьмигранный купол из камня и кирпича, который собирался бы из «долей-лепестков» и скреплялся вверху архитектурным фонарем, кроме того, он вызвался создать целый ряд машин для подъёма строительного материала и работы на большой высоте.
Купол стал чудом инженерного искусства, одним из символов эпохи Возрождения, и, по словам Альберти «осенил народы Тосканы». По удлинённой параболической форме это типично готическое сооружение, нечто среднее между шатром и куполом (античный купол Пантеона имеет полусферическую форму), хотя в сочетании с укрепляющими восьмигранный барабан апсидами («трибунами»), вместо готических контрфорсов, проявилась новаторская для того времени центрическая схема.
Купол сооружали по предварительно изготовленной модели. Он состоит из двух оболочек, связанных 24 рёбрами и 6 горизонтальными кольцами. Оболочки складывали из кирпичей с наклоном внутрь «ёлочкой», или «рыбьим хребтом» (spinapesce), по специально изготовленным деревянным лекалам без кружал и строительных лесов, но с использованием подвесных платформ, поднимавшихся с помощью канатов и колец, вставленных в кладку. Сооружение строительных лесов при таких размерах и высоте было неосуществимо. Флорентийская Синьория долго не соглашалась на слишком рискованный эксперимент, но Брунеллески удалось убедить сомневающихся математическими расчётами и масштабной моделью, созданной в конце 1418 года четырьмя каменщиками в масштабе 1:12 и продемонстрированной на площади всем жителям города. Чтобы выдерживать в процессе кирпичной кладки правильную кривизну параболических поверхностей, отчего зависела точность схождения рёбер купола в верхней точке, Брунеллески начертил внизу, на полу восьмилепестковый «цветок» (fiore) и от точек его «лепестков» протягивал вверх мерные шнуры, откладывая на них равные промежутки. Внешняя оболочка купола облицована красным кирпичом, на фоне которого выделяются восемь рёбер из белого камня. Брунеллески также усовершенствовал технику подъёма тяжелых платформ с кирпичами, применив к лебёдкам и шкивам остроумную систему шестерных передач, подобных тем, что использовались в механизмах башенных часов. Для возведения обеих оболочек, внутренней и внешней, было использовано 4 миллиона кирпичей различных форм и размеров, и это самый большой кирпичный купол в мире.
Модель купола Брунеллески экспонируется в Музее произведений искусства Собора. Строительство «фонаря» (лантерны) из мрамора на высоте 107 м было начато за несколько месяцев до смерти выдающегося архитектора в 1446 году. Фонарь был окончательно завершен другом Брунеллески Микелоццо ди Бартоломео в 1461 году. Шатёр фонаря увенчан позолоченным медным шаром с крестом и святыми реликвиями. Таким образом, общая высота купола и фонаря составила 114,5 метров.
На поверхности малых трибун в основании барабана купола использованы сдвоенные полуколонны коринфского ордера и полукруглые ниши с ренессансными декоративными раковинами. В проекте фонаря Брунеллески использовал кронштейны, которые он мог видеть в античных постройках, например на замко́вых камнях триумфальных арок или под сандриками дверных проемов, но он повернул их на 90˚, и, увеличив размеры, превратил в завитки — волюты. Это своеобразная контаминация средневековой готической и античной конструкций: колонны стали контрфорсами, а волюты — аркбутанами. В такой полуготической-полуренессансной композиции особенно явственно стремление переосмыслить античные ордерные детали.
В мастерской Андреа Верроккьо, где в 1468 году изготавливали венчающий шатёр фонаря, находился молодой ученик мастера по имени Леонардо да Винчи и он мог участвовать в этих работах. Очарованный машинами Филиппо Брунеллески, которые Верроккьо использовал для подъёма шатра и шара, Леонардо сделал серию зарисовок, отчего такие машины впоследствии приписывали самому Леонардо.

Купол флорентийского Собора
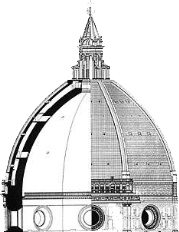
Проект купола собора Санта-Мария-дель-Фьоре, Флоренция. Разрез
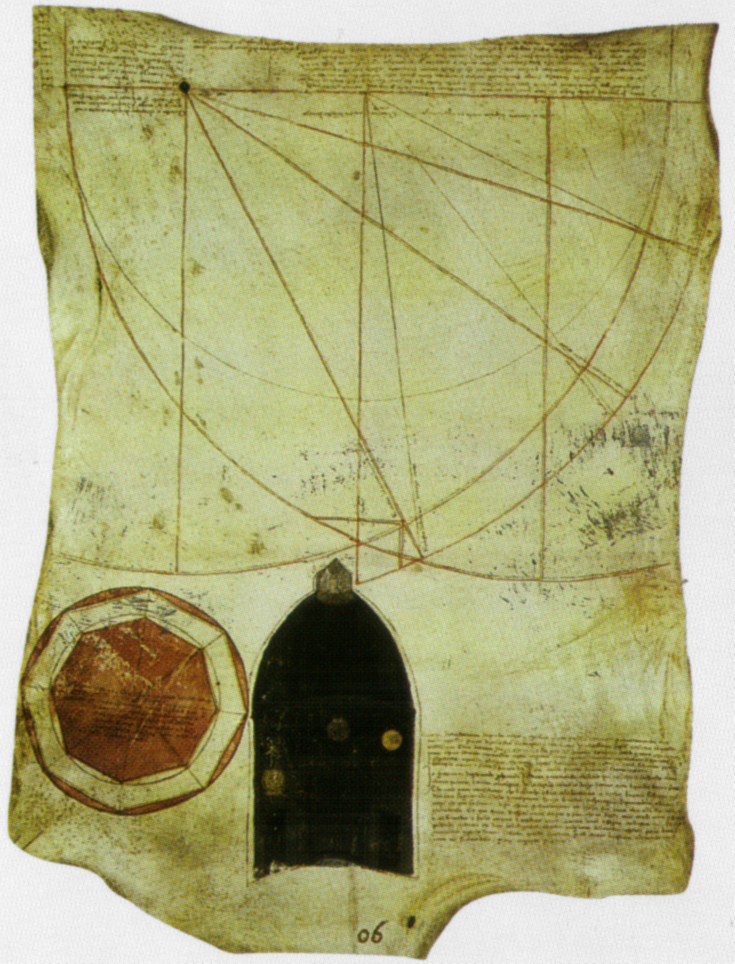
Джованни ди Герардо да Прато. Рисунок по наблюдениям модели купола Брунеллески. 1426. Государственный архив Флоренции
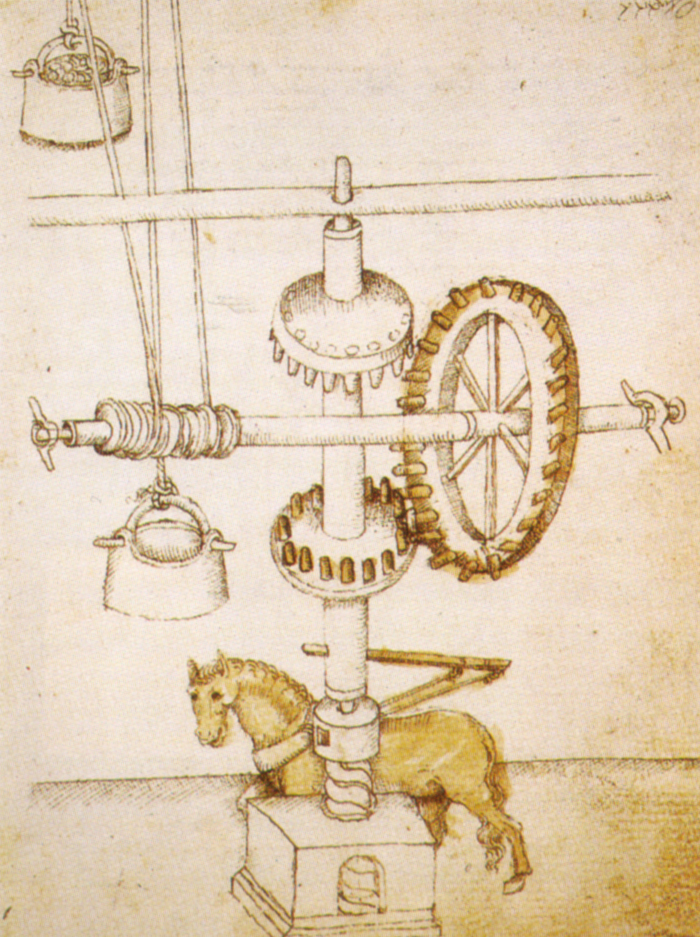
Мариано ди Якопо. Зарисовка подъёмного устройства, сконструированного Брунеллески
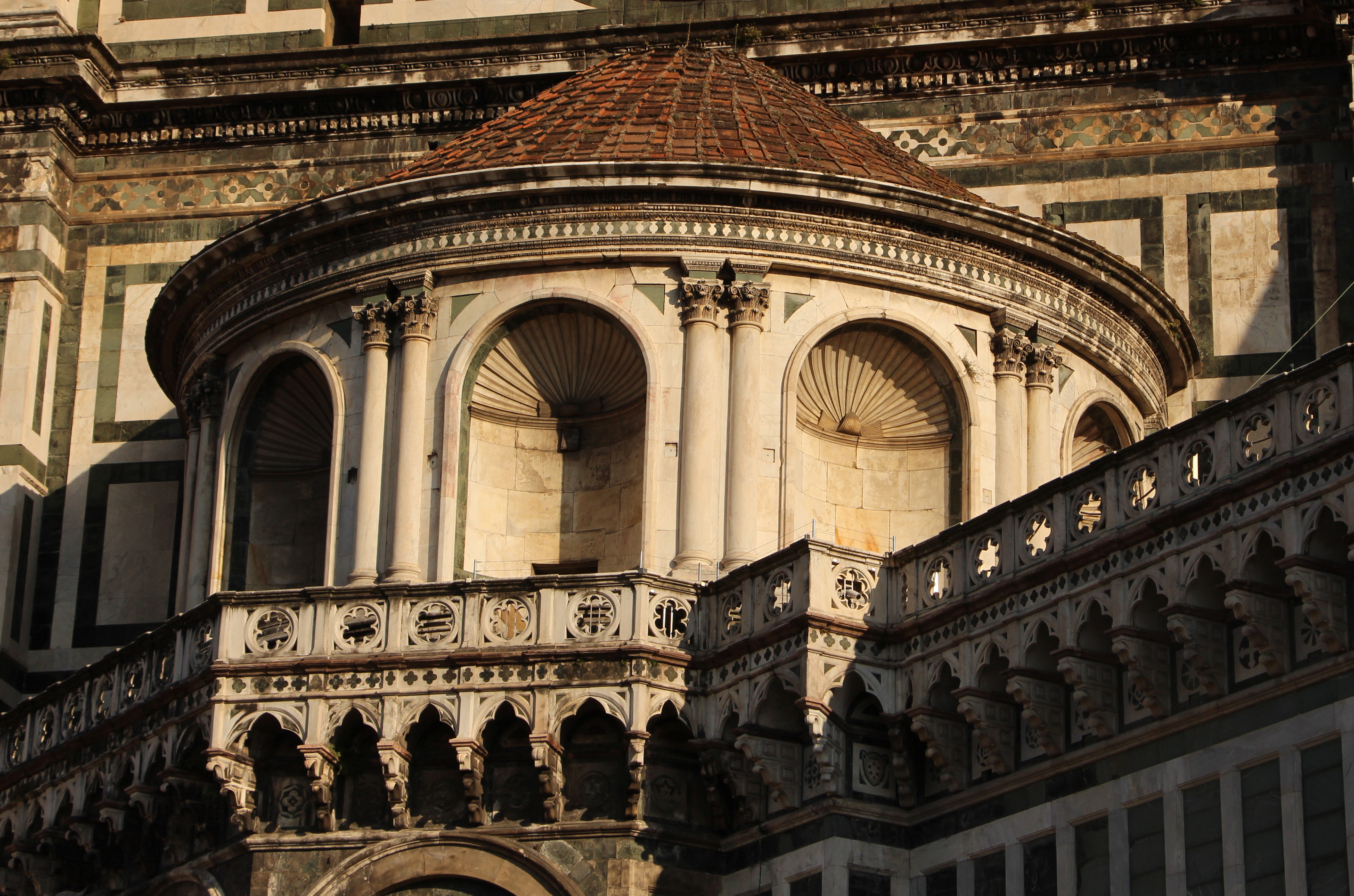
Одна из трибун (экседр) основания купола, выполняющая функцию контрфорсов
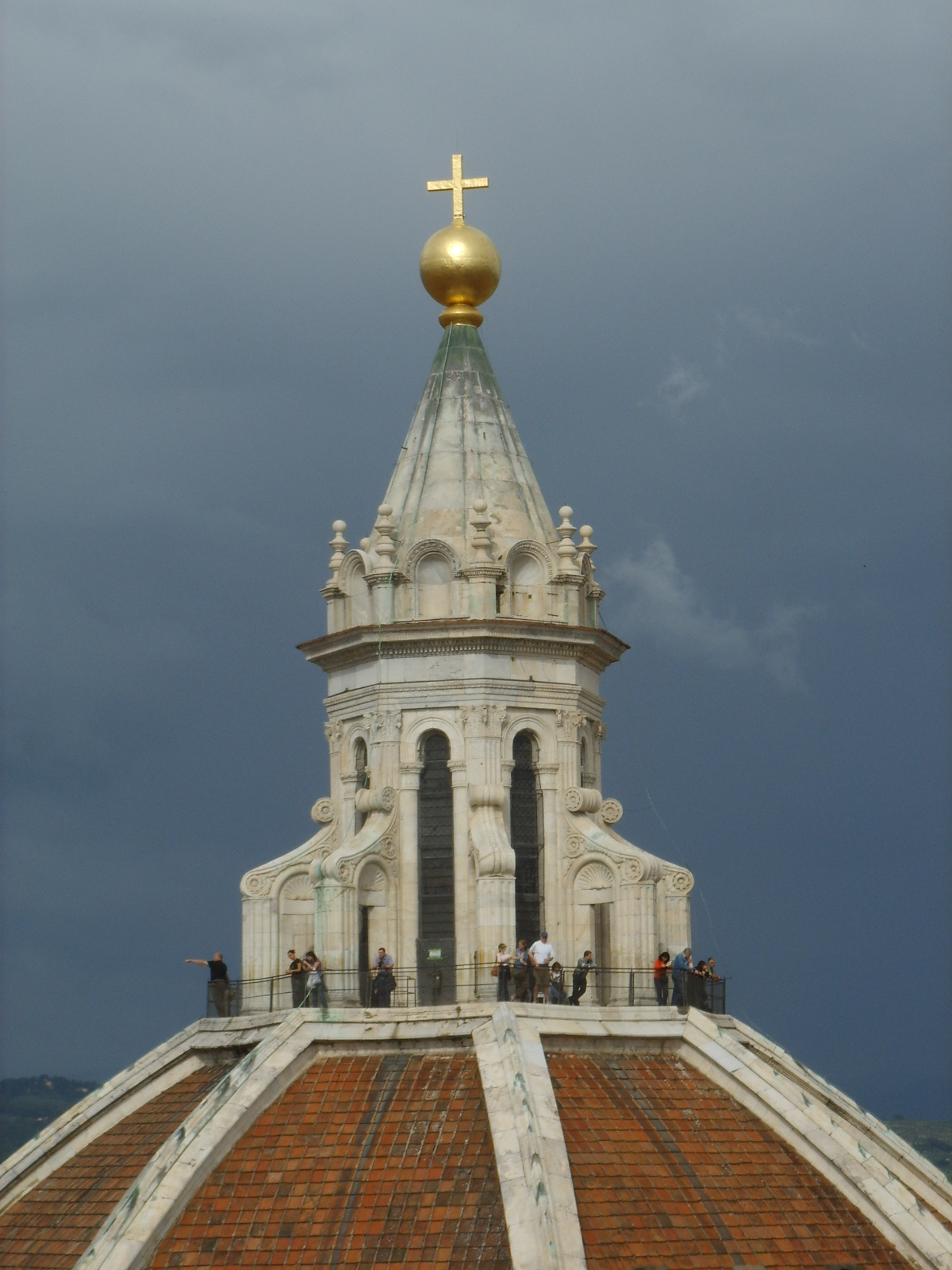
Лантерна купола
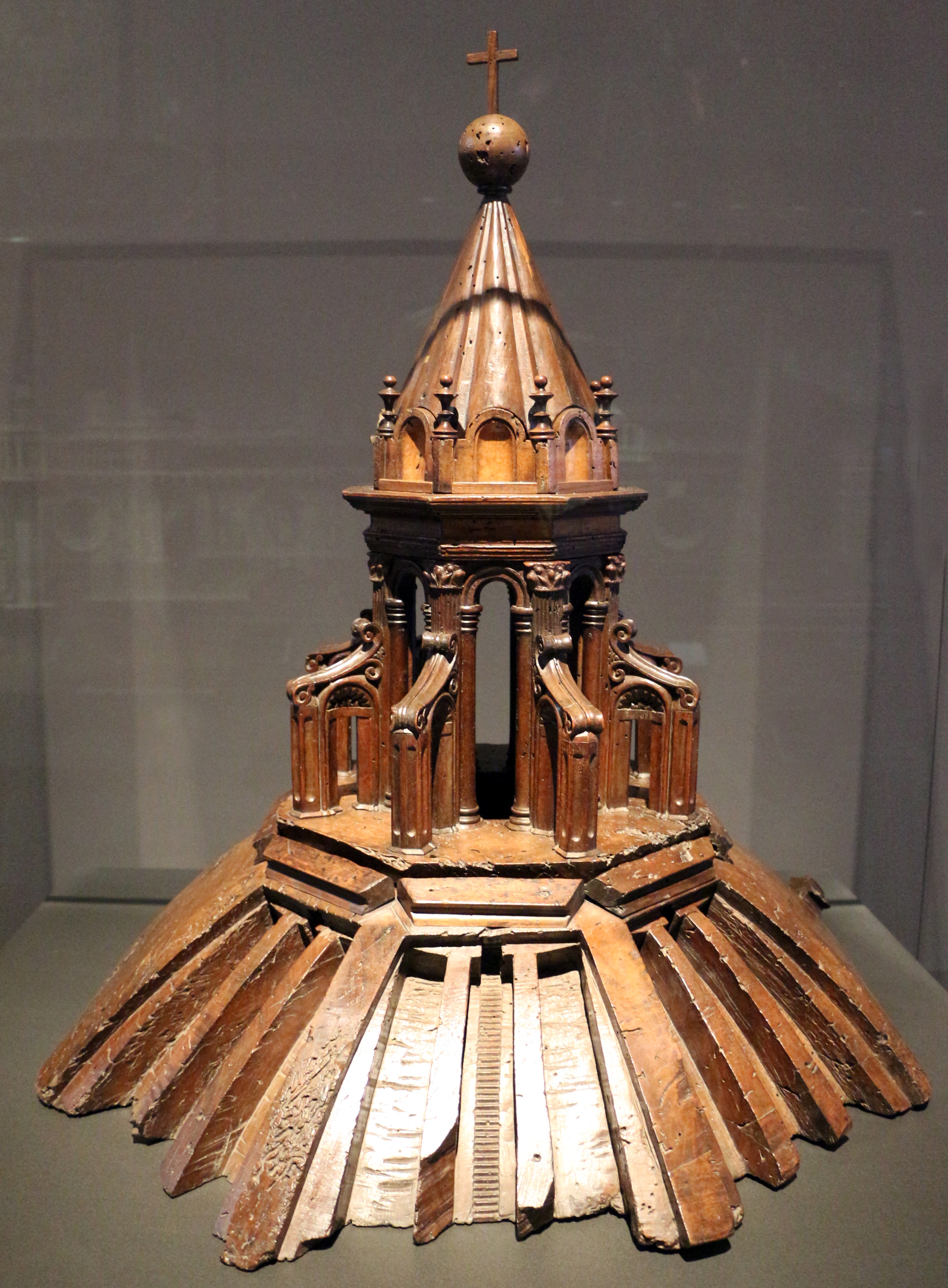
Модель лантерны купола. 1430—1446. Музей произведений искусства Собора

### Капелла Пацци

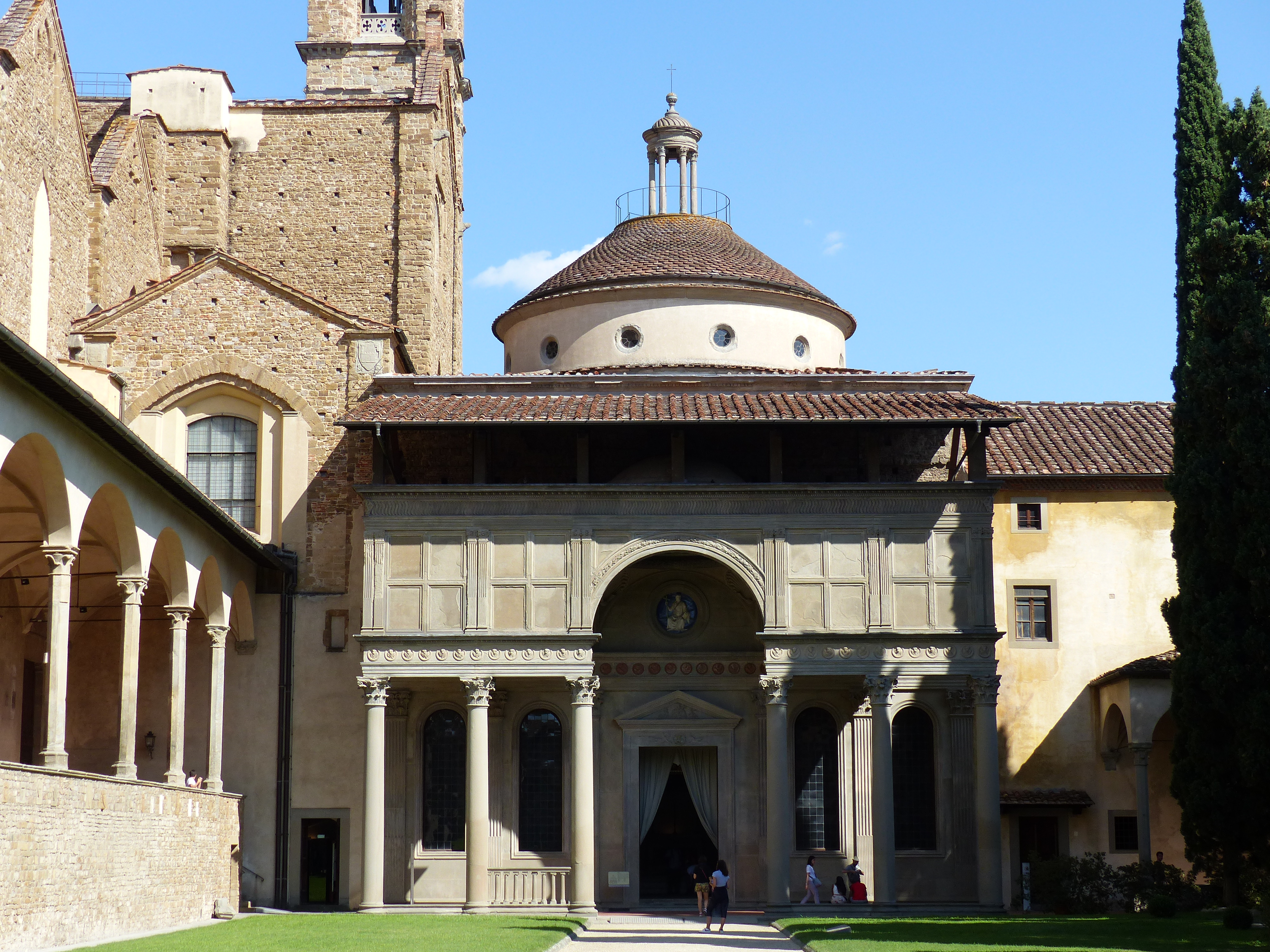
Капелла Пацци, Флоренция. 1429—1461

В 1429 году по заказу богатого флорентийского семейства Пацци Брунеллески начал строительство капеллы во дворе церкви Санта-Кроче. Фасад капеллы не был окончен — неудача заговора Пацци против Медичи решила в 1478 году его участь. Причастность к строительству выдающегося архитектора датируется 1429 годом, вскоре после того, как он окончил работу в Старой Сакристии церкви Сан-Лоренцо. В 1446 году строительные работы возглавил Джулиано да Майано. Основная часть здания была завершена в 1440—1450-е годы, купол был закончен в 1460 году, а портик, который изначально не предполагался в проекте, пристроили в 1461 году.
Капелла является центрической купольной постройкой. Она представляет собой характерный пример архитектурной лёгкости, простоты и лаконичной ясности типично ренессансной композиции. Квадратное в плане здание перекрывается зонтичным куполом, разделённым на двенадцать частей. В этом капелла схожа со Старой Сакристией церкви Сан-Лоренцо.
На фасаде архитектор Брунеллески (или, в иной версии, Джулиано да Майано) использовал не «римскую архитектурную ячейку» или излюбленную «аркаду по колоннам», а довольно редкое для Италии горизонтальное, архитравное перекрытие колонн коринфского ордера «на греческий манер». Причём колоннада и архитрав нижней части сочетается с высоким аттиком, полуциркульной аркой в центре и типично средневековой галереей-лоджией верхней части постройки на деревянных «столбиках» и с сильно выдающейся кровлей-карнизом (происходящей от обычая сельских навесов на столбах), увенчанной зонтичным «тосканским куполом» с шатровой кровлей и башенкой-лантерной.
Приведённые детали показывают контаминацию античных, романо-готических и новых ренессансно-италийских мотивов и это делает постройку совершенно уникальной. Ряд исследователей полагают, что портик не был частью замысла Брунеллески, а создан по идее Джулиано да Майано, завершавшим строительство. Купол и цилиндрический свод портика отделан изнутри полихромной керамикой работы Луки делла Роббиа.
Мотивы арки и купола образуют связь между экстерьером и интерьером капеллы. В пространстве интерьера Брунеллески создал образ «идеального храма» — светлого и просторного. Это впечатление усиливается изысканным колоритом, построенным на контрасте белёных стен, ордерных элементов выполненных из серого известняка «пьетра-серена» (рietra serena), ярких акцентов цветной майолики работы флорентийской мастерской Луки делла Роббиа и витражей алтарной части. Камень ясно обозначает конструктивные членения пространства интерьера.

### Базилика Сан-Лоренцо и Старая сакристия

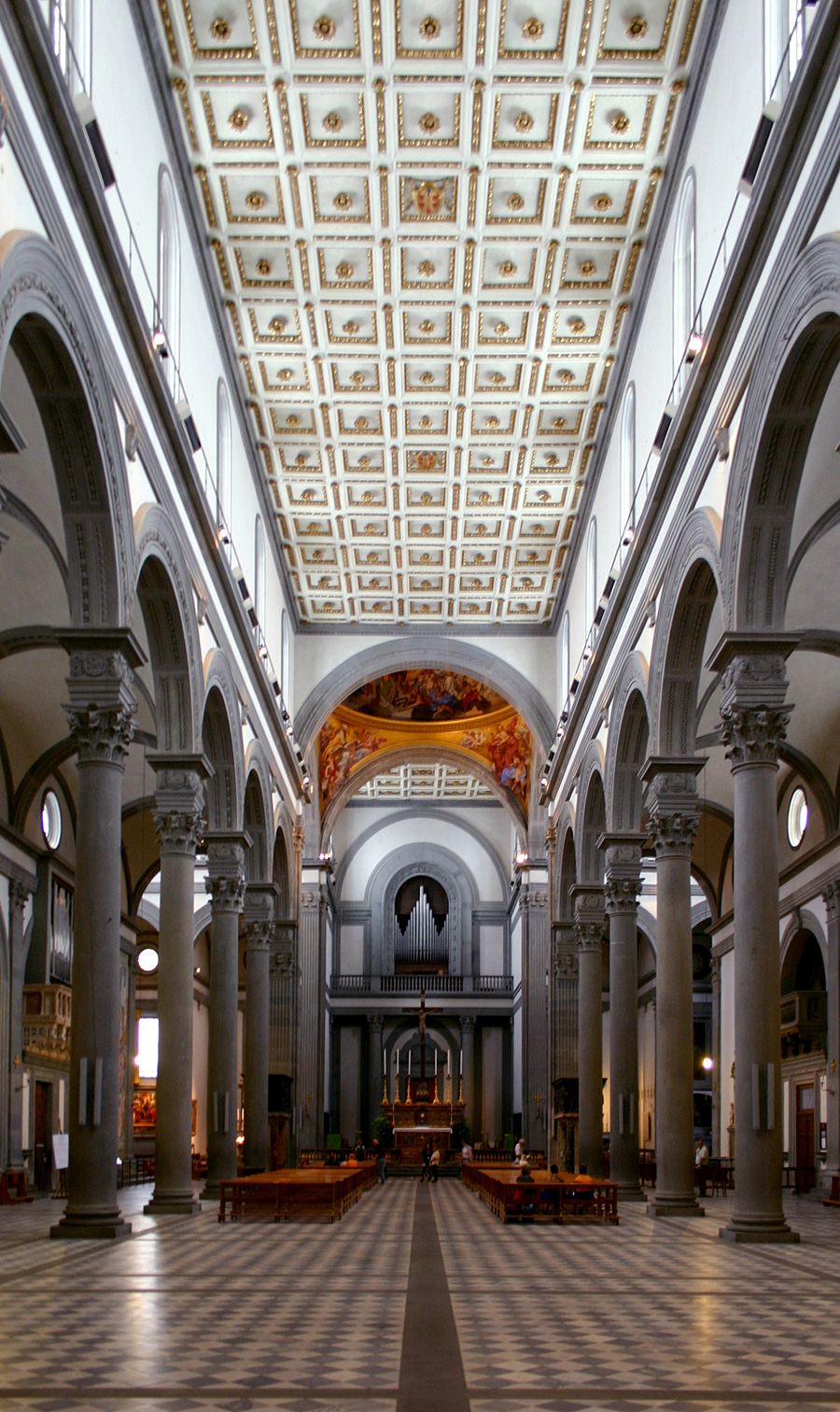
Базилика Сан-Лоренцо. Главный неф. 1423

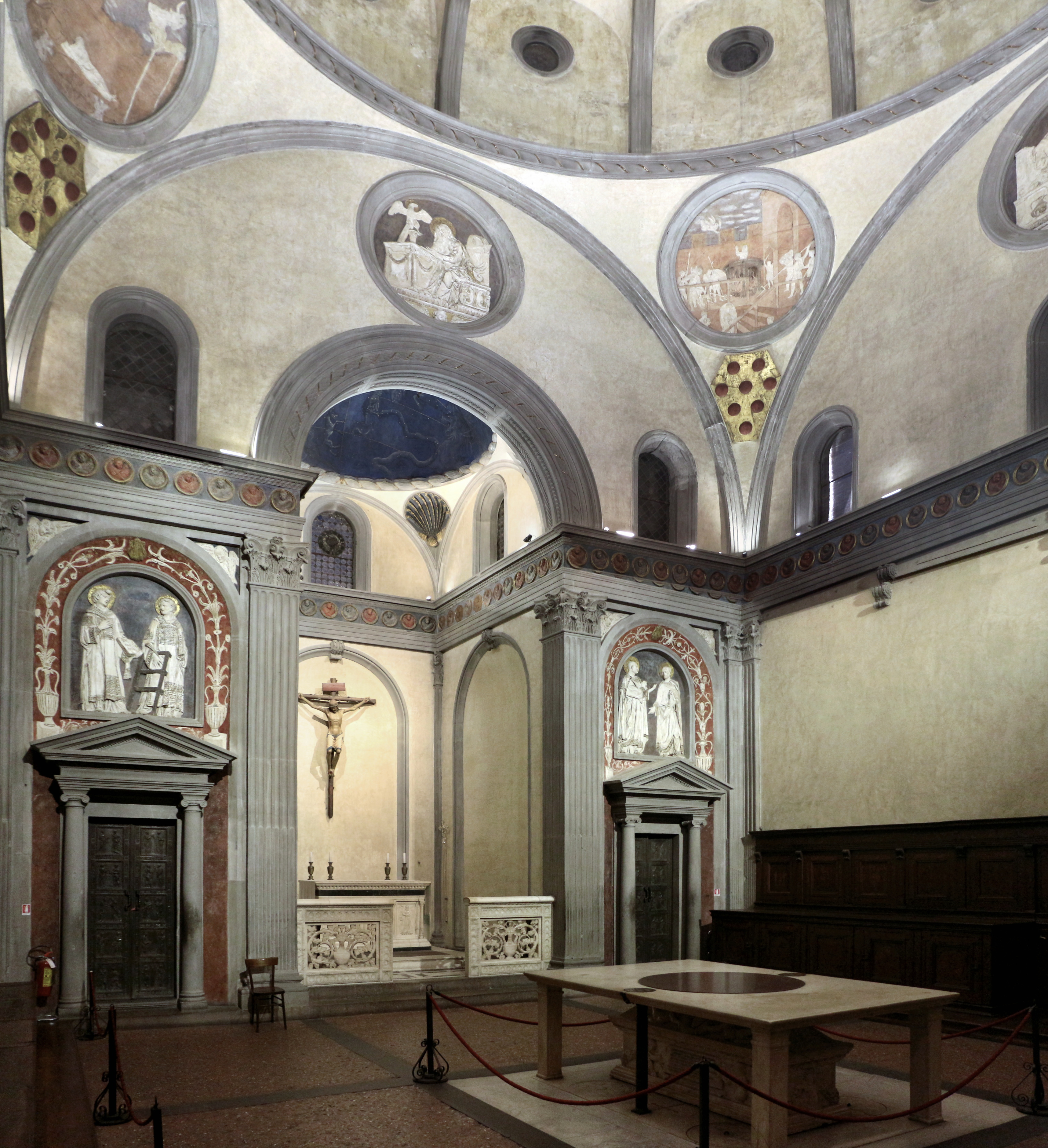
Базилика Сан-Лоренцо. Старая сакристия. 1420—1428

Базилика Святого Лаврентия (итал. Basilica di San Lorenzo) — одна из самых больших и старых церквей Флоренции, расположенная в центральной части города. Первая церковь была основана в 393 году, затем, в XI веке, она была перестроена в романском стиле. В XV веке базилику вновь реконструировали по заказу Козимо Медичи Старого.
Когда Брунеллески в 1420 году приступил к перестройке церкви, стены её алтаря уже высились, а с другой стороны находились остатки старой церкви Сан-Лоренцо, которые ещё не были сломаны. Базилика имеет три нефа, центральный и два боковых, которые образованы квадратными в плане пролётами (травеями), являющимися модулями пропорционирования всей церкви. Нефы разделены колоннами коринфского ордера, на которые через импосты опираются полуциркульные арки.
Интерьер базилики Сан-Лоренцо — шедевр архитектуры, покоряющей своей лёгкостью и элегантностью. Кажется, будто мы видим памятник зрелого классицизма, забывая о том, что эта архитектура появилась в период кватроченто, в первой трети XV века, настолько архитектор опередил своё время. Колонны расставлены так широко и свободно, что все три нефа становятся как бы «прозрачными» — струящийся из окон свет объединяет их в единое пространство. Спустя время подобное пространство станут называть зальным.
В качестве импостов между пятами арок и капителями колонн Брунеллески использовал отрезки антаблемента, посредством чего увеличил высоту, просторность и связность всех частей композиции. Этот приём он мог видеть на триумфальной арке Константина (315) или в мавзолее Санта Костанца в Риме. Аналогичный приём Брунеллески применил в церкви Санто Спирито (1444).
В том же 1420 году Брунеллески начал работу над Старой сакристией (итал.  Sagrestia vecchia; закончена в 1428 году) в левом трансепте базилики (симметрично ей, в правом трансепте, находится Новая сакристия церкви). В этом интерьере флорентийский архитектор впервые создал ставшую образцовой для архитектуры классицизма ясную и гармоничную центрическую композицию.
Сакристия Сан-Лоренцо — просторное, около 11 м в ширину, почти квадратное помещение, перекрытое куполом. С восточной стороны стена открывается в сторону алтарной части, также квадратной в плане и перекрытой малым куполом. Ордерные элементы — антаблемент, пилястры, архивольты, наличники дверей — выделены тёмным камнем «пьетра-серена». Над антаблементом в люнетах помещены арочные окна. Рельефы выполнил Донателло. Интерьер отличается простотой, изяществом, цельностью пропорций и изысканным цветовым решением.

### Церковь Санто-Спирито. Палаццо Питти

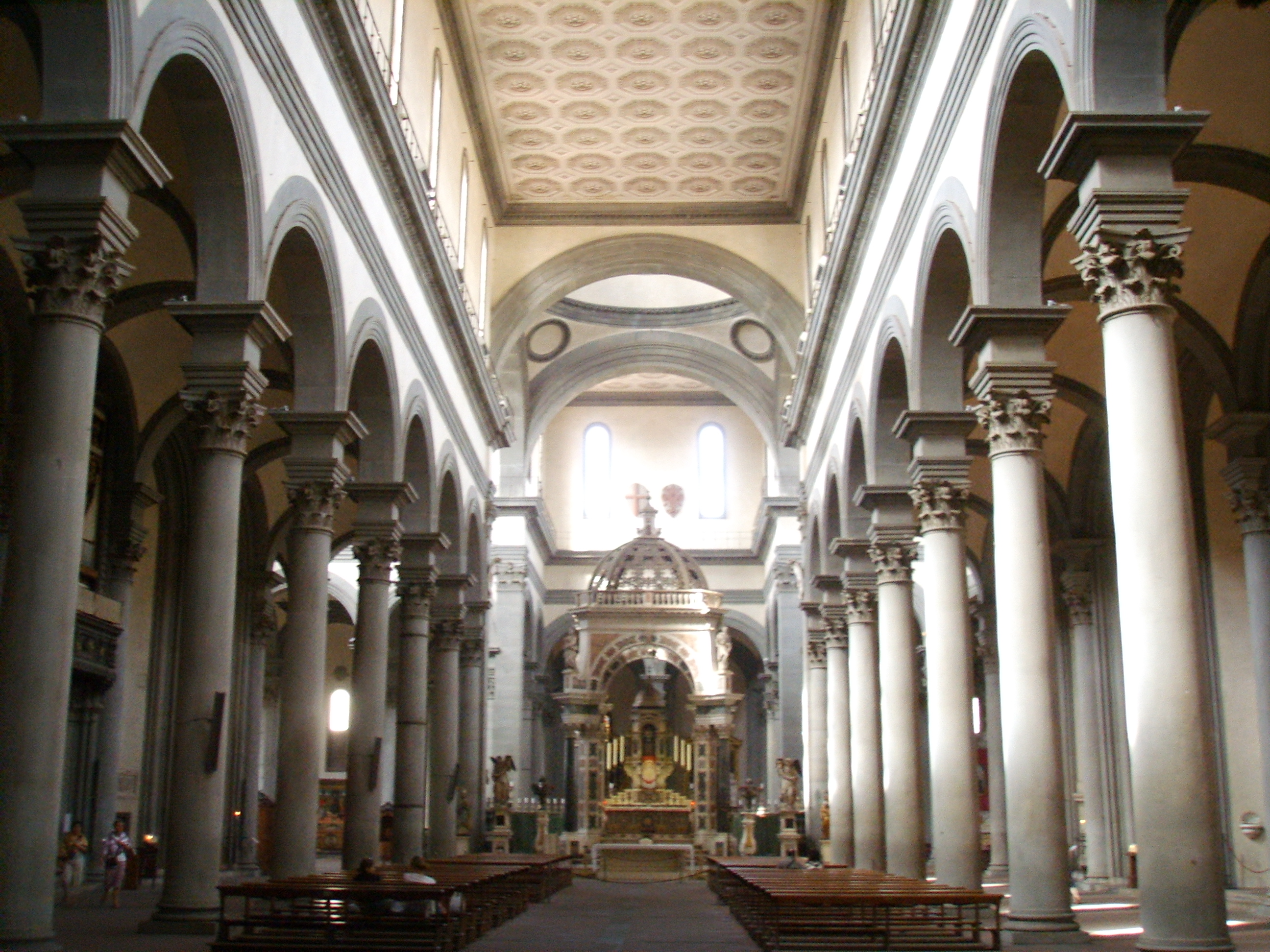
Интерьер церкви Санто-Спирито. 1444—1446

Базилика Санто-Спирито (итал. Basilica di Santa Maria del Santo Spirito — Базилика Святой Марии Святого Духа) по архитектуре немногим отличается от церкви Сан-Лоренцо. Строительство по проекту Брунеллески было начато в 1444 году. Эта церковь стала последним крупным произведением мастера. После его смерти строительство продолжали другие архитекторы, они многое изменили, а фасад, как и во других схожих случаях, остался незавершённым.
В интерьере церкви, как и в базилике Сан-Лоренцо, по проекту Брунеллески использованы отрезки антаблемента в качестве импостов между пятами арок и капителями колонн, чем увеличена высота, просторность и связность всех частей композиции. Цветовое решение светлого интерьера определяют побелка стен, тёмный камень «пьетра-серена», с помощью которого подчёркнуты ордерные элементы, приобретающие декоративное значение.
Брунеллески дожил только до закладки фундамента этой постройки. Лишь восемь лет спустя после его смерти была водружена первая колонна; детали, профили, украшения выполняли его бывшие помощники.
В 1440 году, в зените славы, Брунеллески получил заказ на постройку Палаццо Питти. Лука Питти, разбогатевший банкир, страстно желал разорить Медичи. Его дворец должен был быть самым большим во Флоренции. В течение долгого времени автором проекта дворца считали Филиппо Брунеллески. Так Дж. Вазари приписал авторство Брунеллески, ссылаясь на проект выдающегося флорентийца 1440 года. Однако мощный фасад Палаццо Питти обладает монументальностью, далёкой от индивидуального стиля Брунеллески, а строительство дворца началось через двенадцать лет после смерти мастера, в 1458 году. Согласно документам строительство Палаццо Питти осуществлял Лука Фанчелли, который, возможно, использовал какие-то идеи Брунеллески и Л. Б. Альберти.

### Ораторий церкви Санта-Мария-дельи-Анджели, или Ротонда Брунеллески (Rotonda del Brunelleschi)

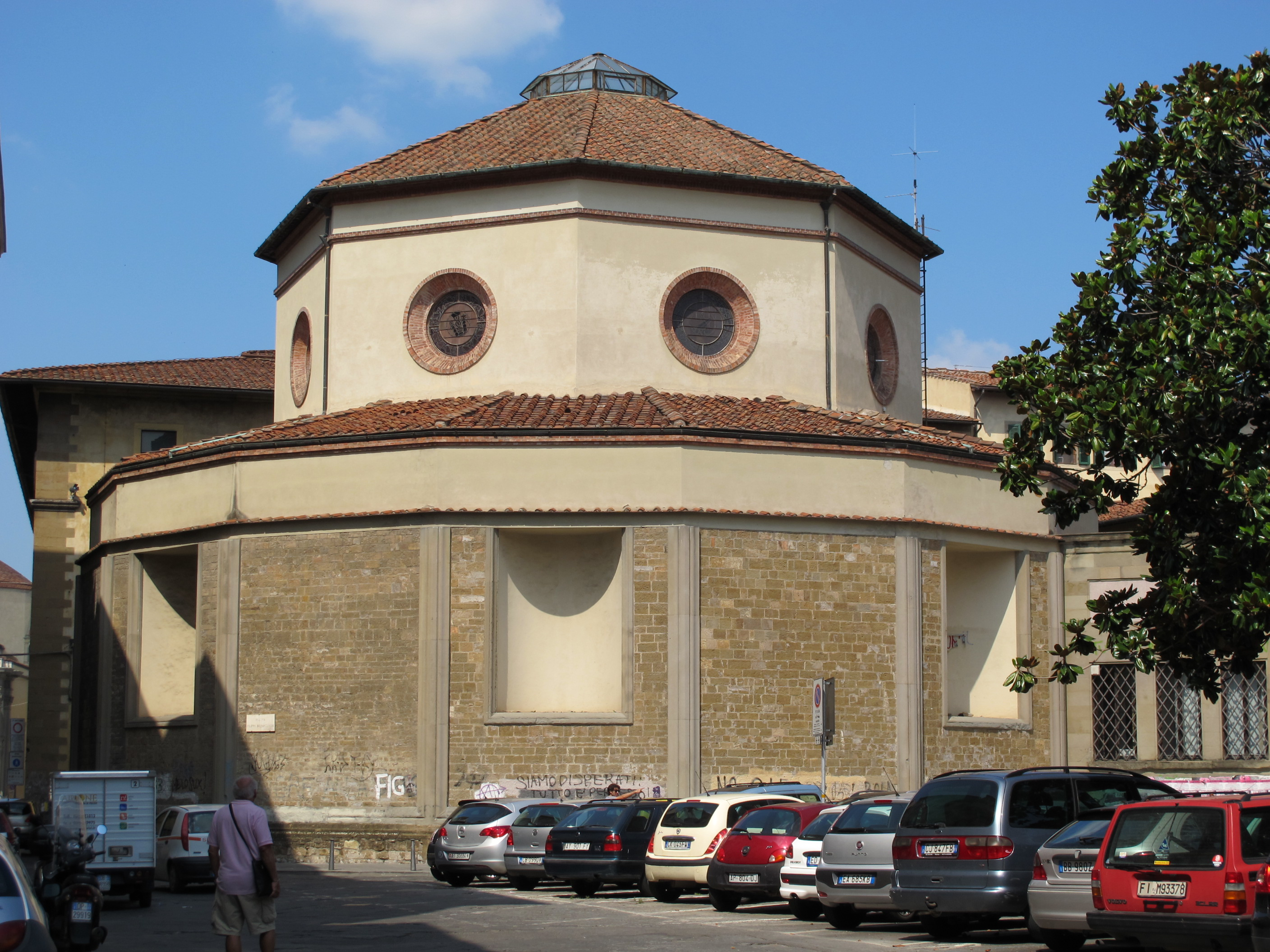
Ротонда церкви Санта-Мария-дельи- Анджели

В 1434 году Брунеллески начал строить Ораторий (Молельню) церкви Санта-Мария-дельи-Анджели-э-деи-Мартири (Святой Марии Ангелов и Мучеников) во Флоренции, принадлежавшей конвенту Ордена Камальдоли. Центрическое здание представляет собой октогон (восьмигранник) внутри и с шестнадцатью фасадами снаружи, перекрытый куполом. Постройка была заказана наследниками Филиппо дельи Сколари, известного как кондотьер Пиппо Спано, который после своей смерти в 1426 году оставил 5000 золотых флоринов Цеху торговцев (Arte dei Mercatanti), чтобы построить церковь, посвященную Деве Марии.
Богословскую программу капеллы разрабатывал Амброджо Траверсари — ему принадлежит идея разместить в здании Греко-латинскую Академию (впоследствии герцог Козимо, предлагавший закончить строительство на свои средства, собирался устроить здесь Академию рисунка). Число овальных в плане капелл, идущих по кругу, начиная от входа, должно было, согласно этой концепции, символизировать Семь свободных искусств.
К 1437 году Брунеллески успел возвести стены на высоту 4,5 метров, доведя их до капителей пилястр интерьера. Несмотря на то, что здание было завершено позднее, оно считается одним из прообразов многих октогональных и ротондальных построек в истории классической архитектуры, в том числе ротонд, возводимых в Риме Донато Браманте.

## Хронология творчества
- 1401—1402. Участие в конкурсе по созданию рельефов для северных дверей флорентийского Баптистерия на тему «Жертвоприношение Исаака»
- 1402. Путешествие в Рим
- 1410—1412. Распятие для церкви Санта-Мария-Новелла (Santa Maria Novella), Флоренция
- 1415. Статуя Марии Магдалины в базилике Санто-Спирито во Флоренции (не сохранилась)
- 1415. Статуя Св. Петра для фасада церкви Орсанмикеле, Флоренция
- 1417—1436. Работа над созданием купола кафедрального собора Санта-Мария-дель-Фьоре во Флоренции
- 1419—1445. Здание Воспитательного дома во Флоренции
- 1420—1423. Перестройка базилики Сан-Лоренцо во Флоренции
- 1419—1428. Старая сакристия базилики Сан-Лоренцо во Флоренции
- 1429—1443. Капелла Пацци, Флоренция
- 1434—1437. Ораторий церкви Санта-Мария-дельи-Анджели, или Ротонда Брунеллески. Флоренция
- 1444—1446. Церковь Санто-Спирито, Флоренция